# Şükrullah
Şükrullah (1388 – dopo il 1464) è stato uno storico e diplomatico ottomano. Fu uno dei primi storici ottomani.

## Biografia
Şükrullah nacque nel 1388 e suo padre si chiamava Şehâbeddin Ahmed. Entrò al servizio degli Ottomani nel 1409. Fu giudice a Bursa. Nel 1449, Şükrullah fu inviato da Murad II alla confederazione di Qoyunlu come ambasciatore. Fu qui, durante il regno di Jahan Shah, che scoprì una storia dei turchi Oghuz.

## Opere
Le sue opere comprendono scritti storici e religiosi. Scrisse una famosa storia universale in lingua persiana del 1460 intitolata Behcetü't-Tevârîh o Bahjut al-tâwarikh (Gioia delle storie) e la presentò a Mahmud Pascià Angelovic. La sua opera fu utilizzata dagli storici ottomani successivi.